# 牛津大学鲁本学院
鲁本学院（Reuben College）是英国牛津大学的最新组成学院，是一座研究生院。建立这所学院的计划于2018年12月公布，最初名为帕克斯学院（Parks College），在2021/22学年招收第一批学生。

## 历史
2019年5月7日，大学全体会议表决通过了帕克斯学院成立计划。2020年6月11日，该大学宣布已收到鲁本基金会提供的8000万英镑捐赠，因此将学院更名为鲁本学院，同月30日正式更名。
第一批200名学生在2021年入学。莱昂内尔·塔拉森科（Lionel Tarassenko）教授应校长露易丝·理查德森的邀请，成为第一任院长。

## 学术
在2019年成立时，该学院确定了三个领域作为其研究重点：
- 人工智能和机器学习
- 环境变化
- 细胞生命

2020年11月，学院公布了第四个研究重点“道德与价值观”。